# La Bête humaine
Cet article possède un paronyme, voir L'bêt'humaine.
Pour le film de Jean Renoir, voir La Bête humaine (film).
 (décembre 2012).
Si vous disposez d'ouvrages ou d'articles de référence ou si vous connaissez des sites web de qualité traitant du thème abordé ici, merci de compléter l'article en donnant les références utiles à sa vérifiabilité et en les liant à la section « Notes et références ».
La Bête humaine est un roman d'Émile Zola publié en 1890, dix-septième volume de la série Les Rougon-Macquart. Il est le résultat de la fusion d'un roman sur la justice et d'un roman sur le monde ferroviaire, ce qui n'était pas dans le dessein initial de l'auteur.

## Présentation

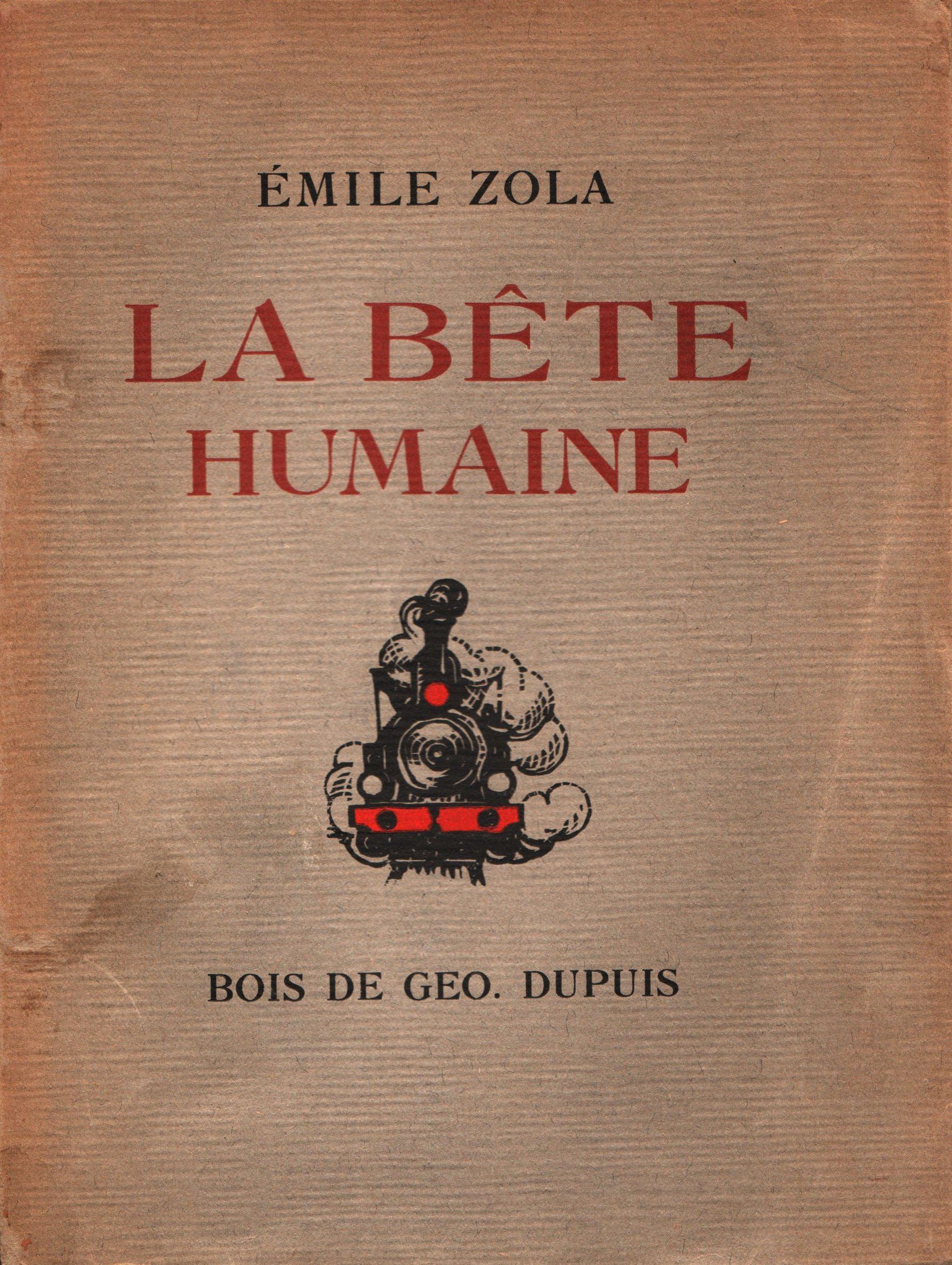
Page de couverture de l'édition de 1924 (Géo Dupuis).

L'histoire évoque le monde du chemin de fer et se déroule tout au long de la ligne Paris-Saint-Lazare–Le Havre. À l'époque de l'écriture du roman, la maison d'Émile Zola se trouve à Médan qui donne sur la voie de chemin de fer. Entre les deux gares, décrites avec une grande précision, les héros ne cessent d'osciller, dans un trajet pendulaire, jouets des passions qui les dominent. De grands drames arriveront à mi-chemin du parcours, au croisement des destins, dans un tunnel, et au carrefour (lieu-dit imaginaire à consonance négative) de la Croix-de-Maufras.
On a coutume de dire que cette histoire comporte deux héros : d'une part, le mécanicien Jacques Lantier et, de l'autre, sa locomotive, la Lison, que Lantier aime plus qu'une femme.
Outre son aspect documentaire, La Bête humaine est un roman noir, sorte de thriller du XIXe siècle qui a choqué les contemporains de Zola. On ne décompte pas moins de deux viols, plusieurs meurtres, deux suicides connus par le lecteur et deux catastrophes, dont beaucoup sont inspirés de faits divers réels. On a même soutenu que cette sombre et terrible avalanche, digne du Grand-Guignol, a nui à Zola dans son éventuelle élection à l'Académie française.
C'est aussi un roman sur l'hérédité, comme tout le cycle des Rougon-Macquart, Jacques souffrant d'une folie homicide que Zola rattache à l'alcoolisme des Macquart. Il est en effet le fils de Gervaise Macquart et d'Auguste Lantier (voir L'Assommoir). Il éprouve depuis l'enfance des douleurs qui lui traversent le crâne. Ces douleurs continuent à la puberté, s'accompagnant de pulsions meurtrières auxquelles il n'arrivera jamais à échapper vraiment : le désir physique d'une femme s'accompagne chez lui d'un irrésistible besoin de la tuer. Sur le point de posséder sa cousine Flore, il préfère fuir, car il s'apprêtait à la tuer. Plus tard, il parvient néanmoins à devenir l'amant de Séverine Roubaud et se croit guéri. Mais un jour, la bête reprend le dessus sur lui et il finit par massacrer sa maîtresse.
Le roman fourmille d'intrigues et de personnages secondaires, entremêlés, se déchirant les uns les autres. Zola se défend pourtant d'utiliser les recettes des feuilletonistes de son époque, auxquels il s'opposait. Dans l'adaptation cinématographique qui en sera faite par Renoir, l'intrigue sera fortement épurée, voire partiellement réécrite.
Enfin, La Bête humaine est un roman à charge sur la période de décadence bien caractéristique de la fin du Second Empire, aboutissement voulu du cycle des Rougon-Macquart.

## Résumé
Roubaud, sous-chef de gare au Havre, employé modèle, mais ayant été injustement l'objet d'une plainte d'un usager, est monté à Paris pour se justifier. Sa femme Séverine en a profité pour l'accompagner et faire quelques emplettes. Ils séjournent dans le petit appartement de Mère Victoire, la nourrice de Séverine. Roubaud apprend de la bouche de Séverine que Grandmorin, président de la compagnie de chemin de fer de l'Ouest, devenu son protecteur, l'a violée durant son adolescence. Fou de jalousie, il décide de tuer Grandmorin en forçant Séverine à rédiger une lettre d'invitation (chapitre 1).
Mécanicien sur la ligne Paris-Le Havre, Jacques Lantier, 26 ans, diplômé des Arts et Métiers, vient souvent, lorsqu'il est en congé, chez sa marraine Phasie Misard, qui vit dans le logement de fonction du garde-barrière du lieu-dit La Croix-de-Maufras, situé sur cette même ligne. La tâche de garde-barrière est confiée à Misard, son mari, et à sa fille Flore. En épousant Misard, Phasie a gardé pour elle un magot de 1 000 francs qu'elle refuse de partager avec lui. Elle soupçonne son mari de l’empoisonner pour s’emparer de l’argent. De son côté, Flore, 18 ans, est une jeune fille sauvage, dotée d'une force d'homme, qui repousse toutes les avances de ses soupirants, mais finit par tomber amoureuse de Lantier qui n'aime en fait que sa locomotive. Au moment de posséder Flore, Jacques est en proie à une pulsion meurtrière, qui lui est coutumière, et il s'enfuit pour ne pas la tuer. Par ailleurs, il croit apercevoir un meurtre s'accomplir dans le train qui passe et qu'il conduit habituellement. Il rencontre alors Misard qui lui annonce qu’un corps a été retrouvé à côté de la voie. C’est le cadavre du président Grandmorin. Jacques décide de ne pas parler de ce qu’il a vu. Le président a reçu de violents coups de couteau au niveau du cou (chapitre 2).
Le lendemain matin au Havre, un dimanche, alors que Séverine est déjà — ou encore — habillée, Roubaud descend prendre son service à la gare. Son collègue l’informe des menus événements de la nuit. Peu à peu, Roubaud devient nerveux, dans l’attente de la dépêche annonçant le crime, qui tarde à venir. Au dépôt des machines, il rencontre le chauffeur Pecqueux — mari de Victoire — et Philomène Sauvagnat, sa maîtresse. Cette dernière se rend chez Mme Lebleu, dont le mari est caissier pour la compagnie des chemins de fer de l'Ouest, et également voisins de palier des Roubaud avec qui ils sont en conflit : Philomène et Mme Lebleu médisent. Vers 9 h 30, une dépêche annonce l’assassinat, on va alors contrôler le wagon où se trouve une mare de sang. Un attroupement se forme. Les Roubaud ayant voyagé dans le train où l’assassinat a eu lieu, viennent témoigner auprès du commissaire et de la foule réunie. Roubaud raconte sa rencontre fortuite avec Grandmorin dans l’express, mais affirme ne pas savoir ce qui s’est produit. Sa femme confirme ses propos de façon mécanique. À ce moment, Jacques Lantier arrive, voit Séverine : « [...] elle le frappa. Il ne la quittait plus du regard, et il eut une absence, il se demanda, étourdi, pourquoi les Roubaud et lui étaient là, comment les faits avaient pu les réunir devant cette voiture du crime [...]. » (p. 125) Il déclare alors avoir été témoin de l’assassinat mais ne pas pouvoir reconnaître l’assassin (chapitre 3).
Le juge d'instruction Denizet, chargé de l’affaire, mande plusieurs témoins, après avoir fait arrêter un homme, Cabuche, dont l’amie — Louisette, fille des Misard — aurait été violentée et violée à mort par Grandmorin. Il garde cependant le soupçon que les coupables pourraient être les Roubaud, en raison de la maison de la Croix-de-Maufras que leur a léguée Grandmorin. Les Roubaud patientent dans la salle d’attente lorsque Jacques Lantier apparaît, troublé de la présence de Séverine. L’enquête, pour l’instant, n’a pas permis d’avancée significative. Le juge entend d’abord les Lachesnaye — fille et beau-fils de la victime — et Mme Bonhenon — sœur de la victime —, à propos de la dépêche, des maîtresses de Grandmorin et de l’histoire de Louisette et Cabuche. Puis il entend Lantier, qu’il interroge sur le signalement de l’assassin. Il fait alors entrer les Roubaud, tout en gardant Lantier. Durant l’interrogatoire, Lantier a soudain la certitude que Roubaud est l’assassin, mais il ne dit rien en voyant le regard supplicateur de Séverine. Denizet les fait alors attendre dans la pièce adjacente et fait entrer Cabuche qu’il essaie de faire avouer, mais en vain. Lors de la confrontation qui suit, Roubaud avoue une ressemblance avec l’assassin. Denizet triomphe. Mais une lettre — dont le contenu n’est pas dévoilé — met à bas son système. Il retient Lantier à qui il demande s’il n’y avait pas deux complices, mais celui-ci ne dit rien. Roubaud a le pressentiment que Lantier sait tout. Il demande finalement à Lantier d’accompagner sa femme à Paris (chapitre 4).
Séverine arrive à Paris, « confiée à la bonne amitié du mécanicien [Lantier] » pour « resserrer les liens davantage, agir sur lui » (p. 167). Elle se rend chez le ministre Camy-Lamotte pour éviter le renvoi de Roubaud et pour avoir des informations, car les deux sont rongés par l’incertitude. Mais au moment d’arriver chez Camy-Lamotte, elle voit le juge Denizet y pénétrer. Déstabilisée, elle hésite à y aller, puis, dans un sursaut de désespoir, sonne. Durant l’entretien, Camy-Lamotte, qui a trouvé la lettre dans les papiers de Grandmorin, acquiert la certitude que c’est elle qui en est l'auteur. Les quelques mots qu’elle a écrits à sa demande le lui confirment. Elle aussi a compris qu’il avait compris. Il lui dit de repasser plus tard pour lui faire part de sa décision. Camy-Lamotte, seul avec Denizet, hésite sur le parti à prendre, en raison des répercussions politiques de l’affaire. Il cède devant le système de Denizet (Cabuche coupable), demande le non-lieu en proposant un avancement à Denizet, qui accepte tacitement. Séverine, pour faire passer le temps, flâne dans les rues de Paris en compagnie de Jacques qu’elle décide de séduire. Dans un square, elle lui demande s’il la croit coupable, ce à quoi il répond oui, et elle nie. Il n’est pas convaincu, mais il l’aime et lui déclare son amour. Cinq heures sonnent alors et elle se rend chez Camy-Lamotte qui est intervenu en sa faveur auprès de la compagnie de chemin de fer. Le soir, Jacques conduit sa locomotive, la Lison, vers Le Havre (chapitre 5).
Un mois passe, et la vie à la gare du Havre retrouve son cours habituel et monotone. Seuls, chez les Roubaud, la montre et l’argent volés sur le corps de Grandmorin et cachés dans le plancher, les préoccupent. Roubaud, mal à l’aise avec sa femme dont il se sent de plus en plus éloigné, invite Jacques à manger trois fois par semaine, ce qui accentue le fossé entre mari et femme. Roubaud se sent liė intimement avec Jacques. Il se demande parfois s’il était nécessaire de tuer. Peu à peu, Séverine et Jacques se rapprochent, ils se voient dans les endroits cachés de la gare. Séverine résiste un peu jusqu’à un soir d’orage où, inquiète de son retard, elle se donne à lui, qui n’est pas saisi du désir de tuer cette chair palpitante. Ils sont presque surpris par Roubaud qui traque des rôdeurs. Leur liaison se développe de juillet à décembre, d’abord à l’extérieur puis chez Séverine. « Lui, n’en doutait plus, avait trouvé la guérison de son affreux mal héréditaire ; car, depuis qu’il la possédait, la pensée du meurtre ne l’avait plus troublé. Était-ce donc que la possession physique contentait ce besoin de mort ? Posséder, tuer, cela s’équivalait-il, dans le fond de la bête humaine ? » (p. 232) Séverine, de plus en plus, a le désir de raconter le meurtre, mais Jacques sent le danger, il l’en empêche toujours. De son côté, Roubaud est saisi par la passion du jeu, au point qu’il s’endette. Un soir qu’ils se querellent à propos de l’argent, Séverine fait allusion au porte-monnaie dissimulé sous le parquet, ce qui les cloue tous deux d’effroi. Mais quelque temps plus tard, une nuit, Séverine surprend Roubaud en train de sortir le porte-monnaie de sa cachette (chapitre 6).
Un vendredi, Jacques et Pecqueux doivent conduire la Lison (qui emmène le train dans lequel se trouve Séverine) du Havre à Paris, alors que la neige tombe dru. C’est une aventure difficile qui débute, jusqu’à ce que le train se trouve bloqué dans la neige, suscitant l’inquiétude des voyageurs. Après déblaiement, Jacques parvient à faire repartir la Lison. Mais, à la Croix-de-Maufras, dans une tranchée, « la Lison s’arrêta définitivement, expirante, dans le grand froid. Son souffle s’éteignit, elle était immobile, et morte » (p. 257). Un des conducteurs est envoyé chercher du secours à Barentin. Alors apparaissent Flore, Misard, Cabuche et Ozil qui ont entendu le sifflement de détresse. «  Mais Flore avait reconnu Séverine. […] [Ses] yeux noircirent […] » (p. 260-261). Séverine, avec un groupe de voyageurs, accepte d’aller se réfugier chez Misard, en compagnie de Flore. Jacques la rejoint bientôt, et tante Phasie, bien malade, lui dit avoir découvert que Misard l’empoisonne par le biais du sel auquel il mélange une drogue, et rêve de mourir sans avoir révélé où elle a caché ses mille francs. À un moment Flore surprend Jacques et Séverine qui s’embrassent. « Mais, dans son impuissance, une rage montait en elle contre la créature frêle qui était là, gênée, balbutiante. » (p. 272) La voie est enfin dégagée, le train peut repartir, mais la Lison est blessée : « [il] venait de la sentir singulière sous sa main, changée, vieillie, touchée quelque part d’un coup mortel. » (chapitre 7).
Arrivés à Paris, Pecqueux propose à Séverine de loger chez lui, son épouse étant hospitalisée à la suite d'une chute, et lui-même ayant en ville un autre lit où coucher. Bien que ce soit là où Roubaud l’avait frappée, elle accepte sur les instances de Jacques. Vers minuit, Jacques arrive, et tous deux, après avoir mangé, font l’amour dans le noir. « La créature d’amour, simplement docile autrefois, aimait à cette heure, et se donnait sans réserve, et gardait du plaisir une reconnaissance brûlante. Elle en était arrivée à une violente passion, à de l’adoration pour cet homme qui lui avait révélé ses sens. » (p. 283) «  Mais [...] avec le désir, se réveilla en elle le besoin de l’aveu. » (p. 284)  Elle avoue d’abord sa haine pour Roubaud, puis avoir été la maîtresse de Grandmorin, et finalement le meurtre : « Oui, nous l’avons tué. » (p. 288) Elle lui raconte alors dans le détail les circonstances : la lettre, la montée dans le wagon, l’attente insoutenable, le meurtre dans le tunnel, le jet du corps, le retour dans leur wagon, les paroles échangées avec le chef de gare à Barentin, les sensations lors du meurtre : « Mon Dieu ! est-ce qu’on peut dire ça ?... C’est affreux, ça vous emporte, oh ! si loin, si loin ! J’ai plus vécu dans cette minute-là que dans toute ma vie passée. » (p. 298) Puis ils font l’amour de façon bestiale, « retrouvant l’amour au fond de la mort » (p. 298). Séverine endormie, Jacques est hanté par le désir de meurtre qu’il vient d’entendre. Lorsque le jour se lève, il aperçoit sur la table le couteau utilisé le soir pendant le repas : « Et la terreur de ses mains les lui fit enfoncer davantage sous son corps, car il les sentait bien qui s’agitaient, révoltées, plus fortes que son vouloir. Est-ce qu’elles allaient cesser de lui appartenir ? Des mains qui lui viendraient d’un autre, des mains léguées par quelque ancêtre, au temps où l’homme, dans les bois, étranglait les bêtes ! » (p. 300-301) Pour échapper à son désir de meurtre, Jacques s’enfuit de la chambre, à la recherche d’une femme à tuer, n’importe laquelle. Dans le train, il en suit une, mais ne sait pas comment cela se termine. Il se réveille chez lui, le lendemain, sans souvenir. Il rejoint alors Séverine, qui, sombre, aimerait que son mari ne soit plus là. « Nous ne pouvons pourtant pas le tuer », dit Jacques (chapitre 8).    
Jacques et Séverine, au début inquiets, sont prudents, mais Roubaud est de plus en plus pris par « la morne passion du jeu » (p. 312) qui désorganise complètement sa vie et sa conscience professionnelle. Endetté, il soulève pour la deuxième fois la frise du plancher, où il prend un billet de mille francs, en se jurant, épouvanté, de n’y plus toucher, mais en vain. Ayant découvert le vol, Séverine le querelle mais n’ose prendre la moitié de l’argent qu’il lui propose. Cependant, durant la nuit, elle regrette d’avoir refusé et se lève pour prendre tout l’argent, mais Roubaud a déjà tout subtilisé. Elle prend alors la montre volée. Le lendemain, elle parle de l’argent à Jacques et lui donne la montre, qu’il accepte avec réticence. À ce moment, Roubaud entre et les prend en flagrant délit d’adultère, mais il ne réagit pas. « C’est un homme fini », dit Jacques (p. 322). « Dès ce jour, Séverine et Jacques eurent liberté entière » (p. 322), sauf à cause de la voisine, Mme Lebleu. La querelle des appartements reprend, Philomène se rapproche encore plus de Séverine et sert d’intermédiaire à Jacques. Mais ce dernier, « chaque jour, s’assombrissait davantage » (p. 326) parce que, « dans ses bras [de Séverine], maintenant, l’affreux mal le reprenait », et parce que la Lison n’est plus la même, elle a comme perdu son âme. Séverine s’en rend compte, ne sait pas pourquoi, mais l’aime davantage et hait encore plus Roubaud. La liaison se poursuit mais semée d’embûches : Flore, Dauvergne. En elle point le projet de tuer Roubaud et de partir en Amérique avec Jacques. Elle lui en parle et lui commence à y songer, mais il est déchiré entre le désir de le faire et la réticence à le faire. Il craint les yeux de Séverine qui lui demandent d'accomplir l’acte. Une nuit, Séverine et Jacques se rendent au hangar, prêts à tuer Roubaud qui approche. Au moment de frapper, « tout croula en lui, d’un coup. Non, non ! il ne tuerait point » (p. 344). « Sans dire une parole, elle [Séverine] s’échappa. » (p. 345) Une dizaine de jours plus tard, Mme Lebleu est expulsée de l’appartement et Séverine peut y emménager, mais sans plaisir parce que, « entre Jacques et Séverine, la gêne avait grandi » (chapitre 9).
Le jeudi soir, Phasie meurt ; ses yeux restent grands ouverts et sa bouche est figée en un sourire goguenard, qui suit Misard quand il cherche en vain l’argent. Flore, à peine chagrinée de la mort de sa mère, est toute à son tourment en attendant le passage du train où se trouveront comme chaque semaine, depuis des mois, Jacques et Séverine. Une semaine plus tôt est née en elle l’idée brusque de « les tuer pour qu’ils ne passent plus, qu’ils n’aillent plus là-bas ensemble » (p. 355), en provoquant un déraillement. Elle essaie une première fois, en manipulant l'aiguilleur Ozil, mais cela ne fonctionne pas. Plus tard, elle réussit, en faisant avancer puis retenant sur le passage à niveau les cinq chevaux de Cabuche tirant un fardier chargé de deux pesants blocs de pierre. Alors, les personnes présentes « virent cette chose effrayante : le train se dresser debout, sept wagons monter les uns sur les autres, puis retomber avec un abominable craquement, en une débâcle informe de débris » (p. 368). Vision d’horreur : la Lison qui agonise, des chevaux morts, un cheval les entrailles à l’air, une femme aux jambes cassées à la hauteur des cuisses, un bras coupé à l’épaule, etc. Les secours s’organisent, mais dans le chaos. Flore cherche désespérément Jacques sous les décombres. Miraculeusement, Jacques en réchappe, sorti des décombres par Flore. Se réveillant, Jacques a compris «  que la Lison n'était plus ; et, de ses paupières closes, des larmes lentes coulaient maintenant, inondant ses joues » (p. 377-378). Pecqueux, à ce moment, achève le cheval qui agonise atrocement depuis longtemps. Les secours s’organisent peu à peu. Séverine emmène Jacques à la Croix-de-Maufras. Désespérée, Flore prend la fuite et va se tuer en avançant sur la voie à la rencontre d'un train (chapitre 10).
Séverine installe Jacques à la Croix-de-Maufras, dans la chambre où elle a subi les violences du président Grandmorin. Peu à peu, Jacques se remet. Il est troublé d’apprendre la présence d’Henri Dauvergne, également blessé. Il apprend par Cabuche et Séverine le suicide de Flore. De sa fenêtre, il voit chaque jour Misard qui a repris son poste, taraudé par la recherche de l’argent de tante Phasie, comme il avait été taraudé par l’idée du poison pour la tuer. Il décèle aussi l’amour servile de Cabuche pour Séverine. Un soir, il l’interroge, en lui rappelant ce qu’avait dit Roubaud : « [...] que tu coucherais un beau soir avec ce garçon [Dauvergne], sans plaisir, uniquement pour recommencer autre chose » (p. 400). Elle lui dit n’avoir pas couché avec Dauvergne, ni avec Cabuche, mais avoir le désir de recommencer ailleurs car « avec toi je n’ai plus rien à attendre », puisqu’il n’a pas osé tuer Roubaud. Mais elle ne peut être à personne d’autre « parce que tu m’as prise tout entière » (p. 402). « Mais il lui avait saisi les mains, il la retenait, éperdu, terrifié de sentir l’ancien frisson remonter de ses membres, avec le sang qui lui battait le crâne. » Prise d’un pressentiment, elle éteint la lampe : « Ce fut une de leurs plus ardentes nuits d’amour, la meilleure, la seule où ils se sentirent confondus, disparus l’un dans l’autre. » (p. 403) Puis Séverine réinsinue l’idée du meurtre de Roubaud, à laquelle Jacques cède. Et elle planifie alors tout en imagination. Le lendemain, ils mettent le plan à exécution : ils écrivent à Roubaud pour qu’il vienne, puis attendent. Mais Séverine s’est mise en chemise de nuit, à moitié nue, alors « l'abominable frisson » le reprend, il tente de résister, mais elle s’approche de lui, convaincue qu’il est fou de désir pour elle. Jacques, à tâtons, prend un couteau sur la table : « Et il abattit le poing, et le couteau lui cloua la question dans la gorge. » (p. 417) « Une joie effrénée, une jouissance énorme le soulevait, dans la pleine satisfaction de l’éternel désir » (p. 418), comme lorsque Jacques a vu le cadavre de Grandmorin. Après avoir eu une vision de Flore vengée, Jacques, horrifié de son acte, s’enfuit dans la nuit. Cabuche, sans le reconnaître, le voit s’enfuir, entre dans la maison, voit le cadavre de Séverine, de désespoir le prend dans ses bras, se couvre de sang. À ce moment arrivent Roubaud et Misard (chapitre 11).
Par un doux soir de juin, trois mois après les faits, Jacques conduit sa nouvelle locomotive, en compagnie de Pecqueux qui le querelle car il se doute que le mécanicien couche avec Philomène, son amante. En effet, Jacques l’a fait pour savoir si l’affreux frisson reviendrait. Mais non. Philomène leur apprend que le procès de Cabuche et Roubaud va démarrer la semaine suivante. Le juge d’instruction Denizet, dans les jours qui ont suivi le meurtre, a fait arrêter Cabuche – accusé des meurtres de Grandmorin et de Séverine – et Roubaud – accusé de les avoir commandités, malgré l’aveu qu’il fait du premier meurtre (mais en vain, il n’est pas cru). Il est ensuite mandé à Paris par le secrétaire général Camy-Lamotte qui est face à un dilemme : doit-il divulguer la lettre de Séverine qu’il a en sa possession ou non ? Finalement, il renonce et la brûle, non sans être pris d'un pressentiment de malheur : « [... ] à quoi bon détruire cette preuve, charger sa conscience de cette action, si le destin était que l’Empire fût balayé, ainsi que la pincée de cendre noire, tombée de ses doigts ? » (p. 444) Le procès a lieu, les témoins sont entendus, dont Jacques, le verdict est rendu : travaux forcés à perpétuité. Au sortir du tribunal, Jacques est rejoint par Philomène qui veut passer la nuit avec lui. Dans une rue obscure, sans la voir, « le besoin monstrueux le reprit, il fut emporté par une rage » (p. 455). Il s’enfuit alors que Pecqueux frappe Philomène. «  Même, à présent, il n’avait plus besoin de la voir, cette chair de séduction : rien qu’à la sentir tiède dans ses bras, il cédait au rut du crime, en mâle farouche qui éventre les femelles. » Un soir que Jacques conduit un énorme convoi chargé de soldats engagés pour la guerre, il est agressé  par Pecqueux, ivre. Durant la bagarre, les deux tombent du train et sont hachés par les roues. Le train continue sa route à toute allure en brûlant les gares les unes après les autres. Le roman se termine par ces mots : « Qu’importaient les victimes que la machine écrasait en chemin ! N’allait-elle pas quand même à l’avenir, insoucieuse du sang répandu ? Sans conducteur, au milieu des ténèbres, en bête aveugle et sourde qu’on aurait lâchée parmi la mort, elle roulait, elle roulait, chargée de cette chair à canon, de ces soldats, déjà hébétés de fatigue, et ivres, qui chantaient » (chapitre 12).

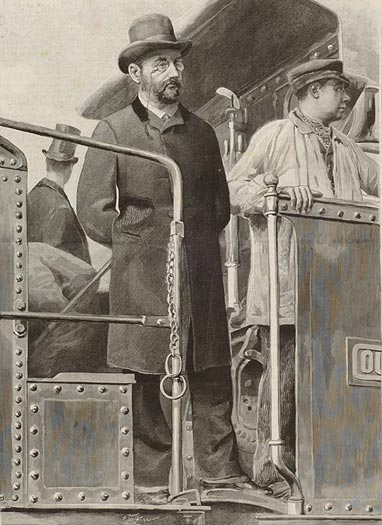
Zola vers 1895.

## Principaux personnages
- Roubaud : sous-chef de gare au Havre et mari amoureux, impulsif, il devient meurtrier de Grandmorin par jalousie, même si celle-ci est à retardement. Puis, après un crime rapidement conçu et exécuté, il tombe dans une déchéance profonde : sentiment de culpabilité, alcool, apathie, jeu, jusqu'au désintérêt de sa propre personne et paradoxalement de sa femme. Zola ne donne jamais son prénom.
- Séverine Roubaud, née Aubry : jeune femme de Roubaud, victime de Grandmorin dans sa jeunesse, complice du meurtre de ce dernier perpétré par son mari, qui lui devient odieux, au point de vouloir le faire éliminer par son amant Jacques Lantier. Sans être belle, elle a pourtant du charme et elle sait obtenir la protection des hommes, qui ne résistent pas à ses faiblesses et sa fragilité.
- Jacques Lantier : c'est le « Rougon-Macquart » du livre. Deuxième fils de Gervaise Macquart (L'Assommoir), ajouté à la généalogie de la famille par Zola pour les besoins du livre, l'auteur estimant que ni Claude Lantier (Le Ventre de Paris, L'Œuvre) ni son frère Étienne (Germinal) ne possédaient le caractère adéquat pour incarner le héros de La Bête humaine. Initialement employé méritant, presque trop sérieux, qui, connaissant sa faiblesse meurtrière, cherche à l'oublier par la passion excessive qu'il déploie pour sa locomotive, la Lison. Avec Pecqueux, son assistant chauffeur, il forme ainsi un inhabituel triangle amoureux. Il devient, presque malgré lui, le faux témoin, puis l'amant de Séverine, avant de devenir son complice, puis son meurtrier. Il est bon avec Phasie, sa parente, et évite de justesse le pire avec Flore, sa cousine.
- Le président Grandmorin : grand bourgeois, président de la compagnie de chemin de fer, bel homme, il est aussi le suborneur de Séverine et de Louisette, toutes deux très jeunes filles. Cette dernière, recueillie par Cabuche, en mourra de honte. Grandmorin pense compenser cette affaire en offrant d'abord sa protection à Séverine et son mari, puis en lui réservant en héritage la maison où Séverine succombera, à la Croix-de-Maufras. Il meurt assassiné dans un train.
- Le juge Denizet : juge chargé de l'affaire du meurtre de Grandmorin. Bien peu clairvoyant, il s'aveugle lui-même en suivant ses convictions personnelles et ne parvient pas techniquement à élucider cette affaire. Il pratique une justice de classe et « se couche » en évitant de provoquer un scandale dans la bonne société, mais encore faut-il lui mettre les points sur les « i » pour lui faire comprendre son devoir. Il condamne un innocent, un peu simple, un peu fruste, ce qui est bien pratique. Le juge Denizet est à peu près l'inverse du juge dans Crime et Châtiment.
- M. Camy-Lamotte : secrétaire général du ministère de la Justice. Camy-Lamotte était parvenu à faire enterrer l'enquête, afin de ne pas agiter davantage une atmosphère politique déjà tendue.
- Pecqueux : chauffeur, sorte d'écuyer à la Sancho Pança, contrepoint du plus aristocratique Jacques Lantier. Il est matérialiste, gourmand, coureur, ivrogne, fainéant, mais entièrement dévoué à la Lison et à Jacques Lantier, qui est son contraire « monstrueux ». C'est un personnage très humain, qui sera particulièrement développé par le film de Renoir.
- Flore : cousine de Jacques Lantier, qui l'aime en secret depuis longtemps. Elle est belle, elle est puissante et en même temps sensible comme un cheval, physiquement forte comme un homme, farouche et intransigeante comme une vierge. Lorsqu'elle s'abandonne au presque féminin Jacques Lantier, c'est alors lui qui est repris par une rechute de sa faiblesse meurtrière, dont il ne s'extrait qu'à grand peine, par un dernier effort de volonté. Flore est trahie par Jacques, qui a cédé à sa rivale, Séverine. Sa mère Phasie une fois décédée, rien ne la retient plus, elle veut supprimer Jacques et Séverine dans une grande catastrophe ferroviaire dont elle sera la cause ; elle n'y parvient pas et avec une grande résolution décide de mener fermement à bien son suicide.
- Phasie et Misard : respectivement mère et beau-père de Flore. Phasie est la tante de Jacques Lantier. Tous sont employés par la compagnie de chemin de fer et témoins des drames qui se joueront à la Croix-de-Maufras. Il s'y déroule par ailleurs aussi un drame intime, car Misard tue sa femme à petit feu, en l'empoisonnant pour lui faire avouer où elle cache son argent, ce qu'elle ne dévoilera jamais.
- Cabuche : l'homme des bois, spectateur des turpitudes de Grandmorin avec Louisette et témoin des catastrophes ferroviaires et des meurtres. Il incarne l'instinct, la franchise, le bon sens, qui sont bafoués par la société (et en particulier la compagnie de chemin de fer). Le rôle sera naturellement joué par Jean Renoir dans le film.

## Appréciation
Dans son ouvrage « La vie quotidienne dans les chemins de fer au XIXe siècle » Henri Vincenot, qui connaissait le milieu cheminot de l'intérieur par son grand-père mécanicien et sa jeunesse vécue dans le quartier cheminot de Dijon, estime que : « le pauvre Émile Zola n'a pas pressenti le tiers du quart de la tragédie des roulants. Il est resté sur le plan de la sexualité et de l'infidélité conjugale. Mais c'est sur le plan technique que se disputèrent les plus âpres batailles. » 

## Adaptations
- Die Bestie im Menschen, film allemand de 1920, de Ludwig Wolff.
- La Bête humaine (1938) de Jean Renoir, avec Jean Gabin.
- Désirs humains, 1954, de Fritz Lang, remake dont le rôle principal est confié à Glenn Ford.
- La Bestia humana, film argentin de 1954, de Daniel Tinayre.
- Cruel Train, téléfilm anglais de 1995, de Malcolm McKay.
- À noter aussi une adaptation théâtrale en 1989, jouée au théâtre de la Main d'Or en 1989 et 1990.